# Azul (canción de Little Jesus)
«Azul» es una canción grabada por la banda mexicana de indie rock Little Jesus.  La canción fue escrita por el vocalista del grupo, Santiago Casillas, quien también se encargo de producirla. Se lanzó el 22 de marzo de 2013 como el tercer track de su primer álbum de estudio Norte.
La canción ocupó el número 56 en las listas del iTunes Top 100 Rock Songs en Grecia.Si bien el tema no fue lanzado como un sencillo oficial, se convirtió rápidamente en un éxito comercial para la banda, logrando más de 40 millones de reproducciones en Spotify, siendo así la tercera canción más escuchada en dicha plataforma, solo por detrás de «La magia» y «TQM».

## Video musical
No se lanzó ningún vídeo musical oficial para «Azul» pero sí un video lírico publicado el 22 de marzo de 2013 en la plataforma digital YouTube. Ha recibido más de 23 millones de vistas desde su publicación.

## Lista de canciones

### Descarga digital
| Azul — Sencillo |        |          |  |
| N.º             | Título | Duración |  |
| 1.              | «Azul» | 4:14     |  |